# Либуше

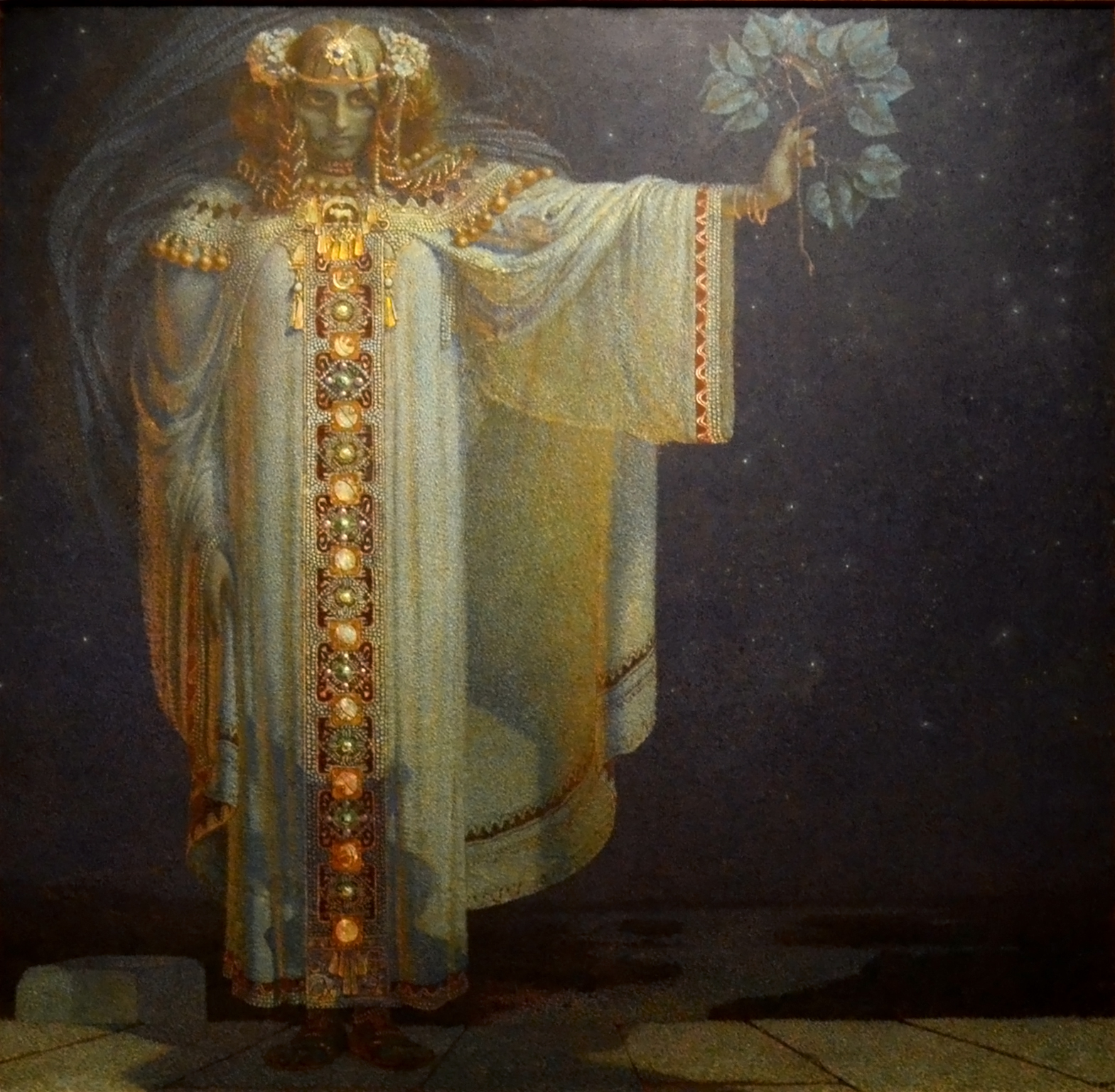
Портрет Либуше кисти Карела Машека (1893)

Либуше (чеш. Libuše, нем. Libussa или Libuscha, происходит от праслав.  *Ljuboslava) — мифическая чешская княгиня, дочь Крока, супруга Пржемысла Пахаря, в чешских легендах мудрая правительница и предок королей Чехии (предположительно VIII век).
Также по легенде именно она предсказала появление большого города Праги. С этой легендой, наряду с другими версиями, связывают и название «Прага» — место, где житель рубил порог дома («порог» — чеш. «prah» — Praha).

## Легенда
Согласно «Чешской хронике» Козьмы Пражского (XII век), Либуше — одна из трёх дочерей чешского князя Крока, основавшего, по преданию, один из древнейших городов (ср. польского Крака, основателя Кракова). Её сестра Кази почиталась как искусная прорицательница и врачевательница. Тэтка — как учредительница культа духов («горных, лесных и водяных нимф»). Младшая Либуше — мудрейшая из трёх сестёр — избирается вождём («судьёй») племени после смерти отца. Несмотря на её мудрое правление, мужчины племени вскоре начинают высказывать недовольство тем, что ими руководит женщина, просят назвать им правителя-мужчину. Тогда Либуше на совете старейшин объявила, что выйдет замуж за человека, к которому приведет её конь. Так и случилось: мужем её стал пахарь Пржемысл из села Стадице. Она также предрекает основание Праги. По легенде с предсказанием связано и имя столицы: она отправила слуг в лес, и там они нашли человека, тесавшего порог дома — отсюда и слово «Прага». Выйдя замуж за Пржемысла, Либуше родила сына Незамысла, а также Радобыля и Людомира, и таким образом положила начало династии Пржемысловичей — т. н. природных королей Чехии.
Либуша также основала замок Либушин (чеш., ныне район Кладно). Козьма пишет, что это «очень мощный град возле леса, который тянется до деревни Збечно».
Легенда о Либуше отражает переход чешских племен от матриархата к патриархальному строю, причем отнюдь не безусловный и не окончательный. Известно, например, что после смерти Либуше чешские женщины решили обрести независимость от власти мужчин и основали замок Девин, который был покорен лишь многие годы спустя.
Помимо подлинных древних легенд, Либуше фигурирует также в фальсифицированной Зеленогорской рукописи Вацлава Ганки, где изображён суд под её председательством и представлена романтически идеализованная демократия древних чехов.

## В культуре
- Бедржих Сметана написал оперу «Либуше».
- Фильм «Королева славян» — реж. Константин Вернер (Чехия—США, 2008, роль Либуше исполнила Уинтер Эйв Золи)
- В честь Либуше назван астероид (264) Либусса, открытый в 1886 году.